# مؤسسه خیریه امام خویی

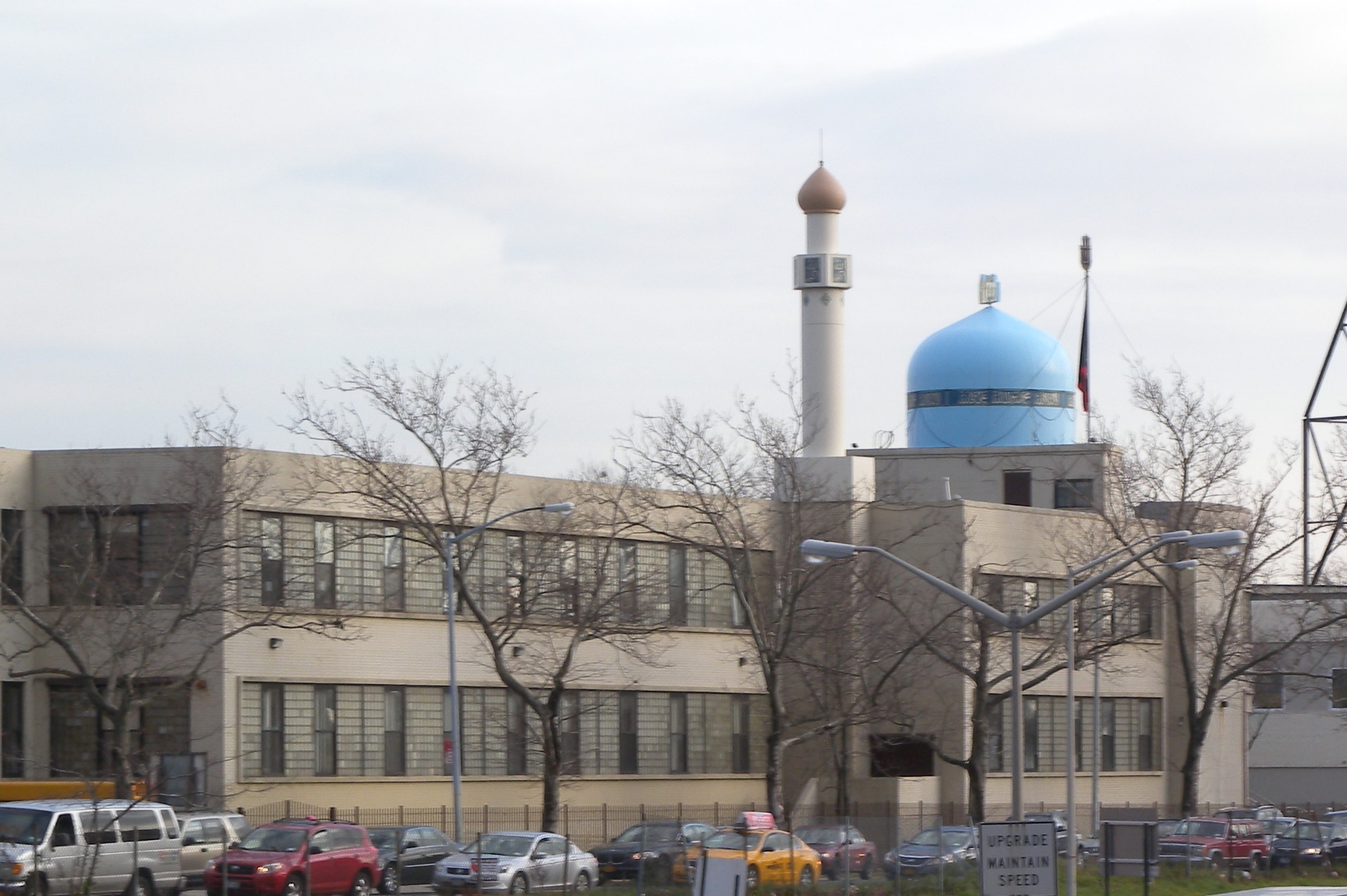
عکس موسسه

مؤسسه خیریه امام خویی یک مؤسسه بین‌المللی مذهبی خیریه در عراق بود که توسط سید ابوالقاسم خویی ایجاد شده‌بود.